# Crile (månekrater)
Crile er et lille nedslagskrater på Månen. Det befinder sig på Månens forside og er opkaldt efter den amerikanske læge George Crile (1864 – 1943).
Navnet blev officielt tildelt af den Internationale Astronomiske Union (IAU) i 1976. 
Før det blev omdøbt af IAU, hed dette krater "Proclus F".

## Omgivelser
Crilekrateret ligger i Palus Somni mellem Mare Crisium mod øst og Mare Tranquillitatis mod vest.

## Karakteristika
Krateret er omtrent cirkulært og skålformet med indre vægge, som skråner ned mod kratermidten.